# Polokwane
Polokwane, nghĩa là "Nơi an toàn", là một thành phố thủ phủ tỉnh Limpopo. Thành phố này có Sân vận động Peter Mokaba với sức chứa: 46.000 người, là một địa điểm diễn ra các trận thi đấu của Giải vô địch bóng đá thế giới 2010.
Thành phố có tên cũ là  Pietersburg.

## Khí hậu
| Dữ liệu khí hậu của Polokwane (1961−1990) | Dữ liệu khí hậu của Polokwane (1961−1990) | Dữ liệu khí hậu của Polokwane (1961−1990) | Dữ liệu khí hậu của Polokwane (1961−1990) | Dữ liệu khí hậu của Polokwane (1961−1990) | Dữ liệu khí hậu của Polokwane (1961−1990) | Dữ liệu khí hậu của Polokwane (1961−1990) | Dữ liệu khí hậu của Polokwane (1961−1990) | Dữ liệu khí hậu của Polokwane (1961−1990) | Dữ liệu khí hậu của Polokwane (1961−1990) | Dữ liệu khí hậu của Polokwane (1961−1990) | Dữ liệu khí hậu của Polokwane (1961−1990) | Dữ liệu khí hậu của Polokwane (1961−1990) | Dữ liệu khí hậu của Polokwane (1961−1990) |
| Tháng                                     | 1                                         | 2                                         | 3                                         | 4                                         | 5                                         | 6                                         | 7                                         | 8                                         | 9                                         | 10                                        | 11                                        | 12                                        | Năm                                       |
| ----------------------------------------- | ----------------------------------------- | ----------------------------------------- | ----------------------------------------- | ----------------------------------------- | ----------------------------------------- | ----------------------------------------- | ----------------------------------------- | ----------------------------------------- | ----------------------------------------- | ----------------------------------------- | ----------------------------------------- | ----------------------------------------- | ----------------------------------------- |
| Cao kỉ lục °C (°F)                        | 36.4 (97.5)                               | 36.0 (96.8)                               | 33.9 (93.0)                               | 33.7 (92.7)                               | 31.6 (88.9)                               | 26.8 (80.2)                               | 27.1 (80.8)                               | 32.0 (89.6)                               | 34.0 (93.2)                               | 36.8 (98.2)                               | 36.2 (97.2)                               | 35.0 (95.0)                               | 36.8 (98.2)                               |
| Trung bình ngày tối đa °C (°F)            | 28.1 (82.6)                               | 27.6 (81.7)                               | 26.6 (79.9)                               | 24.4 (75.9)                               | 22.4 (72.3)                               | 19.6 (67.3)                               | 19.9 (67.8)                               | 22.1 (71.8)                               | 25.2 (77.4)                               | 26.1 (79.0)                               | 26.5 (79.7)                               | 27.4 (81.3)                               | 24.7 (76.5)                               |
| Trung bình ngày °C (°F)                   | 22.0 (71.6)                               | 21.3 (70.3)                               | 20.7 (69.3)                               | 17.8 (64.0)                               | 14.7 (58.5)                               | 11.7 (53.1)                               | 11.8 (53.2)                               | 14.1 (57.4)                               | 17.5 (63.5)                               | 19.3 (66.7)                               | 20.3 (68.5)                               | 21.3 (70.3)                               | 17.7 (63.9)                               |
| Tối thiểu trung bình ngày °C (°F)         | 17.1 (62.8)                               | 16.7 (62.1)                               | 15.3 (59.5)                               | 12.2 (54.0)                               | 7.9 (46.2)                                | 4.7 (40.5)                                | 4.4 (39.9)                                | 6.7 (44.1)                                | 10.4 (50.7)                               | 13.3 (55.9)                               | 15.2 (59.4)                               | 16.4 (61.5)                               | 11.7 (53.1)                               |
| Thấp kỉ lục °C (°F)                       | 10.2 (50.4)                               | 10.6 (51.1)                               | 8.1 (46.6)                                | 3.6 (38.5)                                | 1.4 (34.5)                                | −3.5 (25.7)                               | −1.4 (29.5)                               | −1.0 (30.2)                               | 0.2 (32.4)                                | 5.4 (41.7)                                | 6.9 (44.4)                                | 8.8 (47.8)                                | −3.5 (25.7)                               |
| Lượng Giáng thủy trung bình mm (inches)   | 82 (3.2)                                  | 60 (2.4)                                  | 52 (2.0)                                  | 33 (1.3)                                  | 11 (0.4)                                  | 5 (0.2)                                   | 3 (0.1)                                   | 6 (0.2)                                   | 17 (0.7)                                  | 43 (1.7)                                  | 85 (3.3)                                  | 81 (3.2)                                  | 478 (18.8)                                |
| Số ngày giáng thủy trung bình (≥ 1.0 mm)  | 7                                         | 6                                         | 5                                         | 4                                         | 2                                         | 1                                         | 0                                         | 1                                         | 1                                         | 5                                         | 8                                         | 7                                         | 47                                        |
| Độ ẩm tương đối trung bình (%)            | 69                                        | 70                                        | 71                                        | 69                                        | 64                                        | 61                                        | 58                                        | 56                                        | 55                                        | 61                                        | 66                                        | 69                                        | 64                                        |
| Số giờ nắng trung bình tháng              | 253.2                                     | 220.8                                     | 241.4                                     | 232.0                                     | 271.0                                     | 261.1                                     | 279.1                                     | 281.3                                     | 276.6                                     | 264.7                                     | 235.3                                     | 254.0                                     | 3.070,5                                   |
| Nguồn 1: NOAA                             |                                           |                                           |                                           |                                           |                                           |                                           |                                           |                                           |                                           |                                           |                                           |                                           |                                           |
| Nguồn 2: South African Weather Service    |                                           |                                           |                                           |                                           |                                           |                                           |                                           |                                           |                                           |                                           |                                           |                                           |                                           |